# Thomas Fothen
Thomas Fothen (ur. 6 kwietnia 1983 w Kaarst) – niemiecki kolarz jeżdżący w barwach Team Milram. Z tym zespołem jest związany od 2009 roku. Zawodowo jeździ od 2005 roku. Mierzy 177 cm wzrostu i waży 70 kg.

## Sukcesy
- 2007
  - Giro d'Italia - 122. miejsce
    - 4. na etapie 18.
- 2008
  - Giro d'Italia
    - 4. na etapie 3.
- 2009
  - Giro d'Italia - 133. miejsce

## Przynależność klubowa
- 2005 -  Team Sparkasse
- 2006 -  Team Gerolsteiner
- 2007 -  Team Gerolsteiner
- 2008 -  Team Gerolsteiner
- 2009 -  Team Milram